# Maciej Keyllar
Maciej Keyllar z Garbar – malarz XV-wieczny, wzmiankowany w średniowiecznych dokumentach miasta Poznania. 
Według Kazimierza Kaczmarczyka zachowanych dokumentach miejskich znalazł się też zapis, że Keyllar nabył 26 października lub 26 listopada 1481 roku przybory malarskie od Agnieszki, wdowy po innym malarzu poznańskim, Andrysie, przy czym dług swój miał zwracać w ratach wdowie lub jej synowi Michałowi.
Nie ma informacji na temat twórczości Keyllara.

## Źródła
- Kazimierz Kaczmarczyk, Malarze poznańscy w XV w. i ich cech, Poznań 1924, str. 17
- Sprawozdania Komisyi do Badania Historyi Sztuki w Polsce T. VII (1903 r.), Akademia Umiejętności w Krakowie, zeszyt III, str. CXCIII